# Neil Morisetti

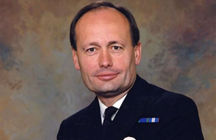
Neil Morisetti (2014)

Neil Morisetti, CB ist ein ehemaliger britischer Seeoffizier der Royal Navy, der zuletzt als Konteradmiral (Rear-Admiral) von 2007 und 2009 Kommandant des Joint Services Command and Staff College (JSCSC) war.

## Leben

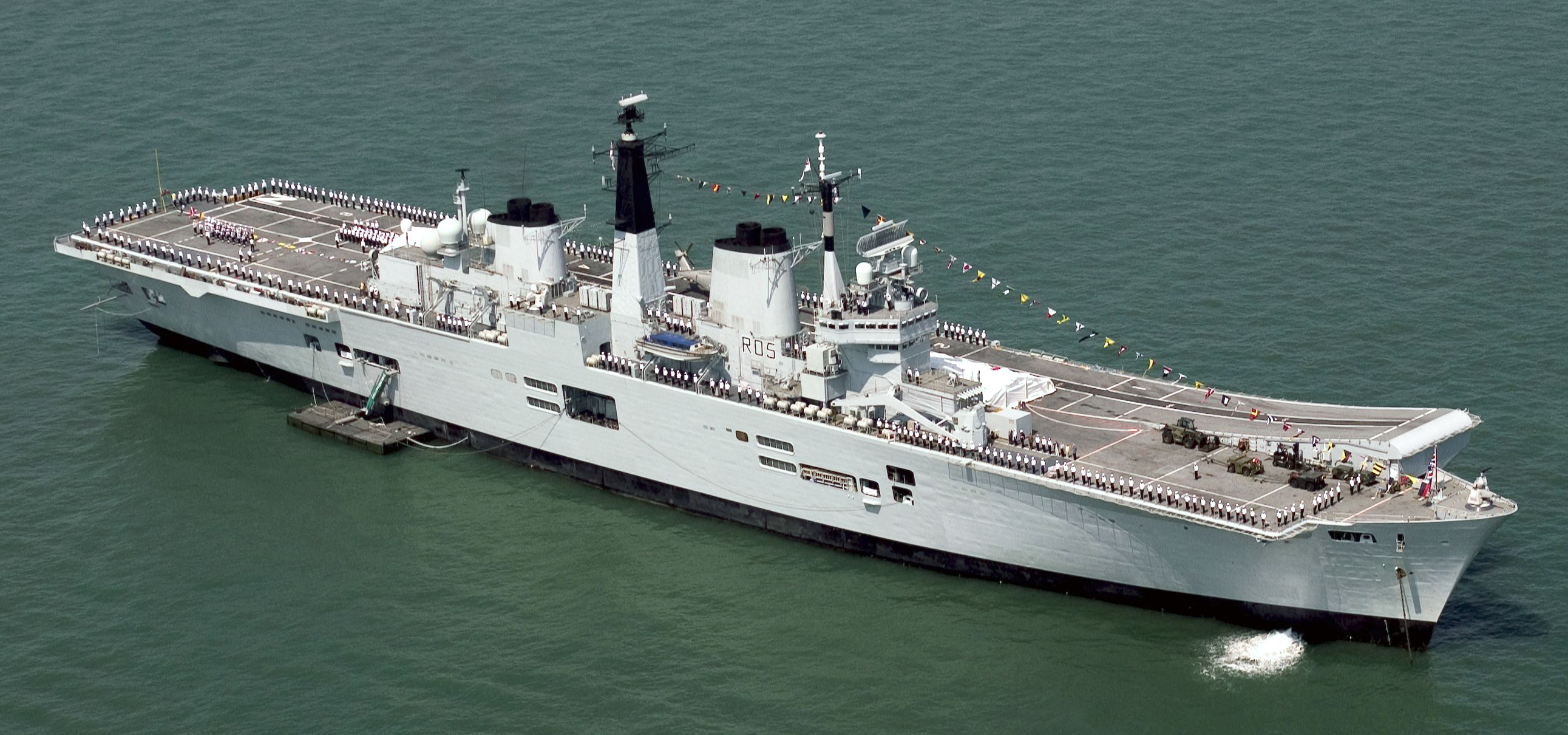
Kapitän zur See Neil Morisetti war zwischen 2004 und 2005 Kommandant des Flugzeugträgers Invincible.

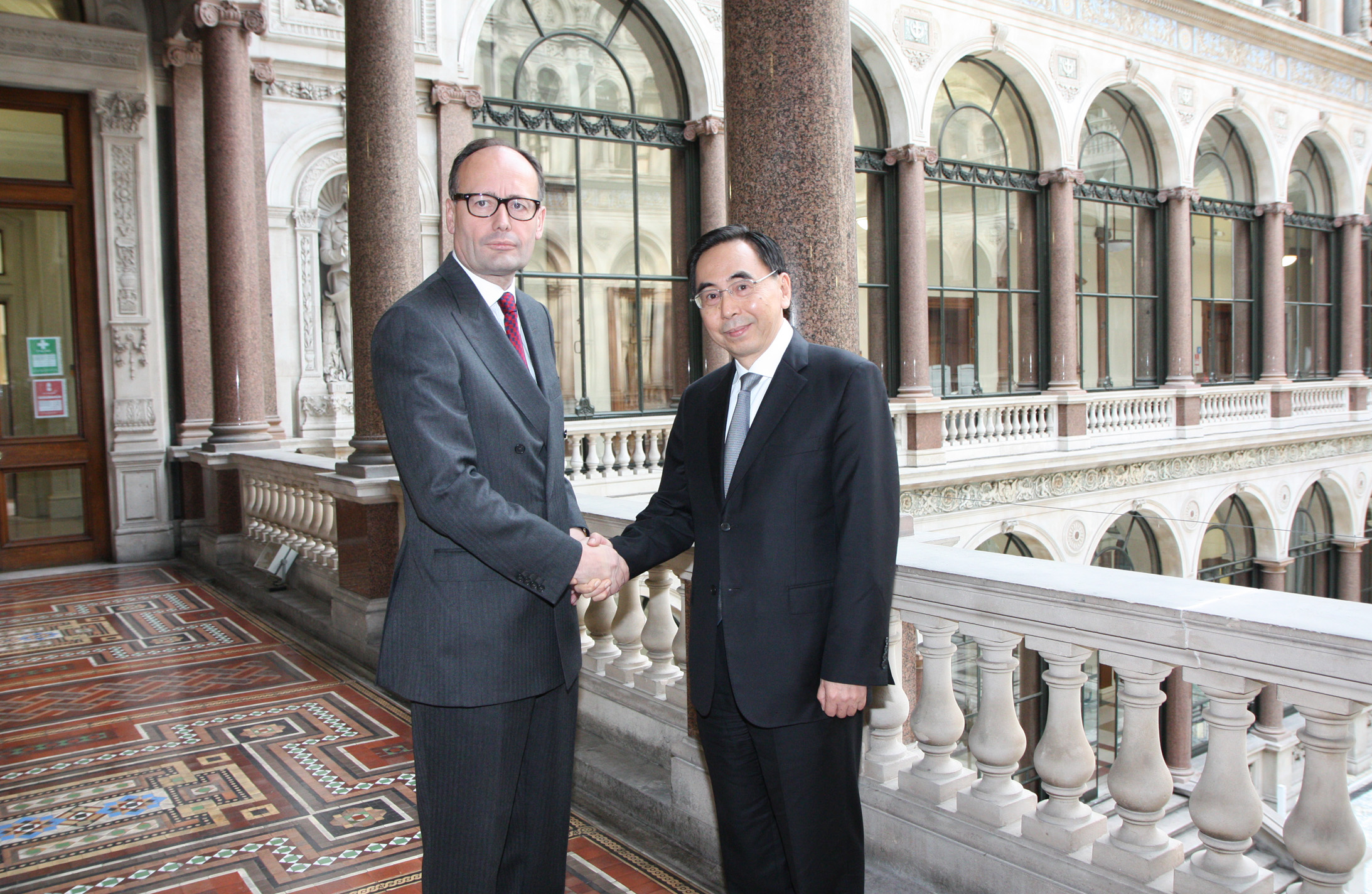
Neil Morisetti mit dem Gouverneur von Guangdong Zhu Xiaodan (2013).

Neil Morisetti trat 1976 in die Royal Navy (RN) ein und absolvierte seine Ausbildung am Britannia Royal Naval College (BRNC) in Dartmouth. Ein Studium der Umweltwissenschaften an der University of East Anglia schloss er mit einem Bachelor of Science (BSc  Environmental Sciences) ab. Er wurde nach zahlreichen Verwendungen als Seeoffizier und Stabsoffizier 1986 Kommandant des zum Nordirland-Geschwader (Northen Ireland Squadron) gehörenden Patrouillenbootes Cygnet. In der Folgezeit war er unter anderem Erster Kriegsführungsoffier (Principal Warfare Officer) auf der Fregatte Cumberland und Absolvent des Joint Service Defence College (JSDC) in Greenwich. Im Verteidigungsministerium des Vereinigten Königreichs fand er Verwendungen in den Bereichen Ressourcen und Planung. Im Dezember 1999 wurde er als Kapitän zur See (Captain) Kommodore des 5. Zerstörergeschwaders (Commanding, 5th Destroyer Squadron) und verblieb auf diesem Posten bis Juni 2001. Zugleich fungierte er zwischen Dezember 1999 und Juni 2001 auch als Kommandant des Zerstörers Cardiff. Er war im Verteidigungsministerium als Direktor TOPMAST verantwortlich für die Entwicklung des Personalsystems für die zukünftige Marine. Nach dem Besuch des Höheren Befehls- und Stabskurs (Higher Command and Staff Course) wurde er im April 2004 Kommandant des Flugzeugträgers Invincible und hatte diesen Posten bis Juli 2005 inne.
Als Konteradmiral (Rear-Admiral) übernahm Morisetti im November 2005 von Konteradmiral Charles Style den Posten als Kommandeur der Seestreitkräfte des Vereinigten Königreichs COMUKMARFOR (Commander, United Kingdom Maritime Forces) und verblieb auf diesem Posten bis zu seiner Ablösung durch Konteradmiral George Zambellas im Juni 2007. In dieser Funktion war er auch Seekommandant der NATO High Readiness Force, der Schnellen Eingriffstruppe der NATO. Zuletzt übernahm er im September 2007 von Air Vice-Marshal Nigel Maddox die Funktion als Kommandeur des Joint Services Command and Staff College (JSCSC), der Gemeinsamen Kommandeurs- und Stabshochschule der Streitkräfte in Watchfield in Oxfordshire. Er hatte dieses Amt bis September 2009 inne und wurde daraufhin von Generalmajor Graham Binns abgelöst. 2009 wurde er Companion des Order of the Bath (CB).
Nach seinem Ausscheiden aus dem aktiven Militärdienst wurde Neil Morisetti im November 2009 Gesandter des Vereinigten Königreichs für Klima- und Energiesicherheit und fungierte daraufhin zwischen Januar und November 2013 als kommissarischer Sonderbeauftragter des Außenministers für Klimawandel. Im Januar 2014 wurde er Honorarprofessor und Direktor für Strategie an der Fakultät für Wissenschaft, Technologie, Ingenieurwesen und öffentliche Ordnung des University College London.